# Palasport Giovanni Paolo II
Il palasport "Giovanni Paolo II" è un'arena coperta di Pescara con una capienza di 1450 posti.
La struttura, che ha ospitato le competizioni di pallamano maschile dei Giochi del Mediterraneo di Pescara 2009, è gestita dalla società Pescara Servizi  ed è sede di allenamento e partite di campionato della società di pallamano HC Pescara.

## Eventi culturali
Il palazzetto ospita regolarmente eventi e concerti, tra i quali quelli di Morrissey nel 2014, i Fabi Silvestri Gazzè nel 2014, Max Gazzè nel 2016, i Negramaro nel 2016, Elisa nel 2016 e lo show di Alessandro Cattelan "Salutava sempre" nel 2023.